# 香港館藏選粹郵票
香港館藏選粹郵票是香港郵政在2009年5月16日、2011年12月6日、2014年6月17日、2016年12月6日、2017年11月14日、2020年5月21日及2021年5月25日發行的主題郵票。

## 郵票簡介

### 2009年
這套郵票以中國書畫作為題材，六枚郵票中，呈獻了香港藝術館、香港中文大學文物館、香港文化博物館以及香港大學美術博物館的其中六項館藏珍品，展現了中國書畫名家的墨寶畫作，讓大家體味到文化之美，也對文物藝術的保育方面更加重視。
所有藝術品的創作時間為1911年前。

### 2017年
這套郵票以竹刻作為題材，六枚郵票中，呈獻了香港藝術館藏品中由葉義醫生（1921-1984）捐贈的竹刻精品，展現了中國的竹雕。

### 2020年
香港郵政於2020年5月21日發行以「香港館藏選粹──至樂樓藏品選」為題的特別郵票。一套六枚郵票及小型張展示五幅書畫名家的作品，包括張大千《潑彩山水》、唐寅《桃花菴》、石濤《寫黃研旅詩意冊》、陸治《采芝圖》和陳字《山水人物雜冊》，都是獨一無二的瑰寶。

## 郵票面額及關於的作品

### 2009年

#### $1.40
行書飲義樓作詩
王鐸（1592-1652）
本作品藏於香港藝術館虛白齋

#### $1.80
仿黃公望山水圖
王原祁（1642-1715）
本作品藏於香港藝術館虛白齋

#### $2.40
王右軍帖
王羲之（303-361）
本作品藏於香港中文大學文物館

#### $2.50
月夜小鳥
高奇峰（1889-1933）
本作品藏於香港文化博物館

#### $3.00
花蝶
居廉（1828-1904）
本作品藏於香港文化博物館

#### $5.00
白描人物（局部）
顧懷（清朝年間）
本作品藏於香港大學美術博物館

### 2017年

#### $1.70
留青花卉草蟲紋蟈蟈筒
本作品藏於香港藝術館

#### $2.20
圓雕水仙靈芝
本作品藏於香港藝術館

#### $2.90
高浮雕夜遊赤壁筆筒
本作品藏於香港藝術館

#### $3.10
透雕仕女窺簡圖香筒
本作品藏於香港藝術館

#### $3.70
圓雕古梅水丞
本作品藏於香港藝術館

#### $5.00
淺浮雕夔紋獸首壺
本作品藏於香港藝術館